# Contea di Polk (Tennessee)
La contea di Polk, in inglese Polk County, è una contea dello Stato del Tennessee, negli Stati Uniti. La popolazione al censimento del 2000 era di 16 050 abitanti. Il capoluogo di contea è Benton.